# Gunsan
Gunsan (auch Kunsan geschrieben) ist eine Industriestadt im Südwesten von Korea. Bekannt ist sie wegen des Daewoo-Werkes. Andere Industrien, die hauptsächlich auf einem künstlich aufgeschwemmten Areal liegen, sind chemische Betriebe (BASF, AkzoNobel), Maschinenbau und Zulieferbetriebe für Automobilbau.
Im Süden der Stadt liegt ein Heiratspalast an einem See, über den eine Liebesbrücke gebaut wurde.
Touristisch ist Gunsan kaum erschlossen.
Vom Hafen aus ist eine Fährverbindung zu den Seonyudo- und Gogunsan-Inseln möglich. Touristisch ebenfalls kaum erschlossen, doch bieten die Inseln schöne landschaftliche Buchten und Hügel.
In unmittelbarer Nähe der Stadt befindet sich die Kunsan Air Base, eine Militärbasis der US Air Force, eine der US-Militärbasen im asiatischen Pazifik, neben Okinawa in Japan.

## Partnerstädte
Gunsan listet folgende fünf Partnerstädte auf:
- Tacoma, Washington, USA (seit dem 19. Februar 1979)
- Yantai, Shandong, Volksrepublik China (seit dem 3. November 1994)
- Pimpri, Maharashtra, Indien (seit dem 22. August 2004)
- Jamshedpur, Jharkhand, Indien (seit dem 23. August 2004)
- Windsor, Ontario, Kanada (seit dem 20. Juni 2005)

## Persönlichkeiten
- Kim Bong-soo (* 1970), Fußballspieler und heutiger -trainer
- Lee Yoon-chul (* 1982), Hammerwerfer